# Население Российской империи (1897—1917)
Населе́ние Росси́йской импе́рии на момент её провозглашения и в течение всего двухвекового периода её существования было полиэтническим, хотя ядро населения империи, именуемое титульной нацией, составляли триединый русский народ состоящий из великороссов, малороссов, а также белорусов.
Практически все народы страны занимались в основном сельским хозяйством, некоторые вели кочевую жизнь. Тем не менее доля городского населения постоянно росла, особенно быстро в период Второй промышленной революции, в конце XIX — начале XX веков. В этот период быстро росла и общая численность населения: по темпам Россия в 1860—1910 гг. опережала все европейские страны.
В 1880 году в стране проживало 82 млн человек, к 1894 году это число возросло до 122 млн, к 1914 — до 182 млн, прирастая на 2,4 млн ежегодно. В период с 1902 по 1912 год прирост населения увеличился до 3,7 млн в год, чему не помешали даже революция 1905 года и Русско-японская война.

## Численность населения
В конце XIX века была проведена первая всеобщая перепись населения Российской империи (28 января 1897 года), наиболее адекватно отразившая численность и состав жителей империи. Обычно же Центральный Статистический Комитет (ЦСК) МВД производил учёт населения, в основном, путём механического расчёта данных о рождаемости и смертности, представлявшихся губернскими статистическими комитетами. Эти данные, публиковавшиеся в «Статистическом ежегоднике России», достаточно точно отражали естественный прирост населения, но в неполной мере учитывали миграционные процессы — как внутренние (между губерниями, между городом и деревней), так и внешние (эмиграцию и иммиграцию). Если последние, по своим небольшим масштабам, не оказывали заметного влияния на суммарную численность населения, то погрешности из-за недоучёта фактора внутренней миграции были значительно существенней. С 1906 года ЦСК МВД пытался скорректировать свои расчёты, вводя поправки на ширившееся переселенческое движение. Но всё же практиковавшаяся система подсчёта численности населения не позволяла полностью избежать неоднократного учёта мигрантов — по месту постоянного жительства (приписки) и места пребывания. В результате данные ЦСК МВД несколько завышали реальную численность населения, и это обстоятельство следует иметь в виду при использовании материалов ЦСК МВД.

### Численность населения по данным ЦСК МВД
| Численность постоянного населения Российской империи по данным ЦСК МВД в 1897 г. и 1909—1914 гг. (на январь, тыс. человек) | Численность постоянного населения Российской империи по данным ЦСК МВД в 1897 г. и 1909—1914 гг. (на январь, тыс. человек) | Численность постоянного населения Российской империи по данным ЦСК МВД в 1897 г. и 1909—1914 гг. (на январь, тыс. человек) | Численность постоянного населения Российской империи по данным ЦСК МВД в 1897 г. и 1909—1914 гг. (на январь, тыс. человек) | Численность постоянного населения Российской империи по данным ЦСК МВД в 1897 г. и 1909—1914 гг. (на январь, тыс. человек) | Численность постоянного населения Российской империи по данным ЦСК МВД в 1897 г. и 1909—1914 гг. (на январь, тыс. человек) | Численность постоянного населения Российской империи по данным ЦСК МВД в 1897 г. и 1909—1914 гг. (на январь, тыс. человек) | Численность постоянного населения Российской империи по данным ЦСК МВД в 1897 г. и 1909—1914 гг. (на январь, тыс. человек) |
| Регион | 1897 г. | 1909 г. | 1910 г. | 1911 г. | 1912 г. | 1913 г. | 1914 г. |
| --- | --- | --- | --- | --- | --- | --- | --- |
| Европейская Россия | 94244,1 | 116505,5 | 118690,6 | 120558,0 | 122550,7 | 125683,8 | 128864,3 |
| Привислинские губернии | 9456,1 | 11671,8 | 12129,2 | 12467,3 | 12776,1 | 11960,5* | 12247,6* |
| Кавказ | 9354,8 | 11392,4 | 11735,1 | 12037,2 | 12288,1 | 12512,8 | 12921,7 |
| Сибирь | 5784,4 | 7878,5 | 8220,1 | 8719,2 | 9577,9 | 9788,4 | 10000,7 |
| Средняя Азия | 7747,2 | 9631,3 | 9973,4 | 10107,3 | 10727,0 | 10957,4 | 11103,5 |
| Финляндия | 2555,5 | 3015,7 | 3030,4 | 3084,4 | 3140,1 | 3196,7 | 3241,0 |
| Итого по империи | 129142,1 | 160095,2 | 163778,8 | 167003,4 | 171059,9 | 174099,6 | 178378,8 |
| Без Финляндии | 126586,6 | 157079,5 | 160748,4 | 163919,0 | 167919,8 | 170902,9 | 175137,8 |
| | | | | | | | |
| * — Данные без Холмской губернии, включённой в 1911 г. в состав Европейской России.                                        | | | | | | | |

### Численность населения по данным УГВИ МВД
По скорректированным расчётам Управления Главного врачебного инспектора МВД, численность населения России (без Финляндии) на середину года составляла: 1909 г. — 156,0 млн, 1910 г. — 158,3 млн, 1911 г. — 160,8 млн, 1912 г. — 164,0 млн, 1913 г. — 166,7 млн человек.
По подсчётам Управления Главного врачебного инспектора МВД, в основу которых были положены данные о рождаемости и смертности, численность народонаселения России (без Финляндии) на 1 января 1914 года составляла 174074,9 тыс. человек, то есть примерно на 1,1 млн человек меньше, чем по данным ЦСК МВД. Но и эту цифру Управление считало завышенной. Составители «Отчета» Управления за 1913 год отмечали, что «общая численность населения по данным местных статистических комитетов является преувеличенной, превышая сумму цифр населения по переписи 1897 г. и цифр естественного прироста за истекшее время». По вычислению составителей «Отчета», численность населения России (без Финляндии) на середину 1913 года составляла 166 млн. 650 тыс. человек.

### Расчёт численности населения за 1897—1914 гг.
| Расчёт численности населения России (без Финляндии) за 1897—1914 гг. | Расчёт численности населения России (без Финляндии) за 1897—1914 гг. | Расчёт численности населения России (без Финляндии) за 1897—1914 гг. | Расчёт численности населения России (без Финляндии) за 1897—1914 гг. | Расчёт численности населения России (без Финляндии) за 1897—1914 гг. | Расчёт численности населения России (без Финляндии) за 1897—1914 гг. |
| Годы                                                                 | Естественный прирост (скорректир.) тыс.чел                           | Внешняя миграция тыс.чел                                             | Численность населения                                                | Численность населения                                                | Естественный прирост на 100 чел. среднегодового населения, млн       |
| Годы                                                                 | Естественный прирост (скорректир.) тыс.чел                           | Внешняя миграция тыс.чел                                             | на начало года, млн                                                  | среднегодовая млн                                                    | Естественный прирост на 100 чел. среднегодового населения, млн       |
| -------------------------------------------------------------------- | -------------------------------------------------------------------- | -------------------------------------------------------------------- | -------------------------------------------------------------------- | -------------------------------------------------------------------- | -------------------------------------------------------------------- |
| 1897                                                                 | 2075,7                                                               | -6,9                                                                 | 125,6                                                                | 126,7                                                                | 1,79                                                                 |
| 1898                                                                 | 2010,2                                                               | -15,1                                                                | 127,7                                                                | 128,7                                                                | 1,56                                                                 |
| 1899                                                                 | 2305,7                                                               | -42,8                                                                | 129,7                                                                | 130,8                                                                | 1,76                                                                 |
| 1900                                                                 | 2375,2                                                               | -66,7                                                                | 131,9                                                                | 133,1                                                                | 1,78                                                                 |
| 1901                                                                 | 2184,8                                                               | -19,6                                                                | 134,2                                                                | 135,3                                                                | 1,61                                                                 |
| 1902                                                                 | 2412,4                                                               | -13,7                                                                | 136,4                                                                | 137,6                                                                | 1,75                                                                 |
| 1903                                                                 | 2518,0                                                               | -87,2                                                                | 138,8                                                                | 140,0                                                                | 1,80                                                                 |
| 1904                                                                 | 2582,7                                                               | -70,7                                                                | 141,2                                                                | 142,5                                                                | 1,81                                                                 |
| 1905                                                                 | 1980,6                                                               | -228,3                                                               | 143,7                                                                | 144,6                                                                | 1,37                                                                 |
| 1906                                                                 | 2502,5                                                               | -147,4                                                               | 145,5                                                                | 146,7                                                                | 1,71                                                                 |
| 1907                                                                 | 2769,8                                                               | -139,1                                                               | 147,8                                                                | 149,2                                                                | 1,86                                                                 |
| 1908                                                                 | 2520,4                                                               | -46,5                                                                | 150,5                                                                | 151,8                                                                | 1,66                                                                 |
| 1909                                                                 | 2375,6                                                               | -10,8                                                                | 153,0                                                                | 154,2                                                                | 1,54                                                                 |
| 1910                                                                 | 2266,0                                                               | -105,8                                                               | 155,3                                                                | 153,4                                                                | 1,44                                                                 |
| 1911                                                                 | 2779,1                                                               | -56,0                                                                | 157,5                                                                | 158,9                                                                | 1,75                                                                 |
| 1912                                                                 | 2823,9                                                               | -64,8                                                                | 160,2                                                                | 161,6                                                                | 1,75                                                                 |
| 1913                                                                 | 2754,5                                                               | +25,1                                                                | 163,7                                                                | 164,4                                                                | 1,68                                                                 |
| 1914                                                                 | —                                                                    | —                                                                    | 165,7                                                                | —                                                                    | —                                                                    |

### Численность, состав и плотность населения по губерниям и областям
Прирост городского населения был неравномерным в разных частях страны: в прибалтийских губерниях он составил за 1863—1897 гг. 192,6 % (сельского — только 10,6 %), в столицах 141,5 %, а в северных Архангельской, Вологодской, Олонецкой губерниях — только 30,6 %, уступая росту численности селян (32,0 %). Новороссийские, Нижневолжские и Восточные губернии приросли населением на 132,7 % в городах и на 87,2 % в сельской местности.
В период с 1897-го по 1914 год неравномерность прироста городского населения уменьшается: если раньше быстрорастущие территории отличались от медленно растущих в 6,3 раза, то теперь в 1,8. В лидеры выходят столичные регионы (+65,5 %), в западных губерниях рост городского населения замедляется до +37,3 %.
В 50 губерниях европейской части империи проживало 78,9 % населения, причем пятая часть в столицах. На Кавказе проживало около 8 % россиян, в Сибири — 5,1 %, в Средней Азии — 6,8 %.
| Численность, состав и плотность населения Российской империи на 1 января 1914 г. по губерниям и областям (тыс. человек) | Численность, состав и плотность населения Российской империи на 1 января 1914 г. по губерниям и областям (тыс. человек) | Численность, состав и плотность населения Российской империи на 1 января 1914 г. по губерниям и областям (тыс. человек) | Численность, состав и плотность населения Российской империи на 1 января 1914 г. по губерниям и областям (тыс. человек) | Численность, состав и плотность населения Российской империи на 1 января 1914 г. по губерниям и областям (тыс. человек) | Численность, состав и плотность населения Российской империи на 1 января 1914 г. по губерниям и областям (тыс. человек) | Численность, состав и плотность населения Российской империи на 1 января 1914 г. по губерниям и областям (тыс. человек) | Численность, состав и плотность населения Российской империи на 1 января 1914 г. по губерниям и областям (тыс. человек) | Численность, состав и плотность населения Российской империи на 1 января 1914 г. по губерниям и областям (тыс. человек) | Численность, состав и плотность населения Российской империи на 1 января 1914 г. по губерниям и областям (тыс. человек) | Численность, состав и плотность населения Российской империи на 1 января 1914 г. по губерниям и областям (тыс. человек) | Численность, состав и плотность населения Российской империи на 1 января 1914 г. по губерниям и областям (тыс. человек) | Численность, состав и плотность населения Российской империи на 1 января 1914 г. по губерниям и областям (тыс. человек) |
| Губернии, области, округа                                                                                               | Губернии, области, округа                                                                                               | Население в уездах | Население в уездах | Население в уездах | Население в городах | Население в городах | Население в городах | Всего населения | Всего населения | Всего населения | Плотность на кв.версту                                                                                                  | Плотность на кв.версту                                                                                                  |
| Губернии, области, округа                                                                                               | Губернии, области, округа                                                                                               | муж. | жен. | всего | муж. | жен. | всего | муж. | жен. | всего | всего | сельск. жит. |
| --- | --- | --- | --- | --- | --- | --- | --- | --- | --- | --- | --- | --- |
| Европейская Россия | | | | | | | | | | | | |
| 1. | Архангельская | 204,4 | 221,1 | 425,5 | 28,9 | 29,1 | 58,0 | 233,3 | 250,2 | 483,5 | 0,7 | 0,6 |
| 2. | Астраханская | 577,5 | 550,5 | 1128,0 | 94,3 | 93,6 | 187,9 | 671,8 | 644,1 | 1315,9 | 6,3 | 5,4 |
| 3. | Бессарабская | 1144,0 | 1102,2 | 2246,2 | 209,2 | 201,9 | 411,1 | 1353,2 | 1304,1 | 2657,3 | 67,9 | 57,6 |
| 4. | Виленская | 890,7 | 896,0 | 1786,7 | 153,5 | 135,7 | 289,2 | 1044,2 | 1031,7 | 2075,9 | 56,4 | 48,5 |
| 5. | Витебская | 811,1 | 815,8 | 1626,9 | 164,1 | 162,1 | 326,2 | 975,2 | 977,9 | 1953,1 | 50,5 | 42,1 |
| 6. | Владимирская | 823,1 | 927,3 | 1750,4 | 140,8 | 135,8 | 276,6 | 963,9 | 1063,1 | 2027,0 | 47,3 | 40,9 |
| 7. | Вологодская | 800,6 | 857,2 | 1657,8 | 46,6 | 47,2 | 93,8 | 847,2 | 904,4 | 1751,6 | 5,0 | 4,7 |
| 8. | Волынская | 1922,3 | 1914,4 | 3836,7 | 179,8 | 172,5 | 352,3 | 2102,1 | 2086,9 | 4189,0 | 66,5 | 60,9 |
| 9. | Воронежская | 1709,4 | 1714,1 | 3423,5 | 102,6 | 104,8 | 207,4 | 1812,0 | 1818,9 | 3630,9 | 62,7 | 59,1 |
| 10. | Вятская | 1844,6 | 2018,1 | 3862,7 | 67,5 | 66,5 | 134,0 | 1912,1 | 2084,6 | 3996,7 | 29,6 | 28,6 |
| 11. | Гродненская | 850,8 | 825,8 | 1676,6 | 190,7 | 180,9 | 371,6 | 1041,5 | 1006,7 | 2048,2 | 60,4 | 49,5 |
| 12. | Донская | 1744,2 | 1714,6 | 3458,8 | 210,1 | 207,1 | 417,2 | 1954,3 | 1921,7 | 3876,0 | 26,8 | 23,9 |
| 13. | Екатеринославская | 1498,6 | 1440,2 | 2939,0 | 265,1 | 251,4 | 516,5 | 1673,7 | 1691,8 | 3455,5 | 62,0 | 52,8 |
| 14. | Казанская | 1284,0 | 1302,9 | 2586,9 | 140,4 | 139,7 | 280,1 | 1424,4 | 1442,6 | 2867,0 | 51,2 | 46,2 |
| 15. | Калужская | 612,5 | 731,3 | 1343,8 | 66,9 | 65,9 | 132,8 | 679,4 | 797,2 | 1476,6 | 54,3 | 49,4 |
| 16. | Киевская | 1956,7 | 1962,5 | 3929,2 | 430,0 | 433,3 | 863,3 | 2386,7 | 2405,8 | 4792,5 | 107,0 | 87,7 |
| 17. | Ковенская | 810,1 | 851,9 | 1662,0 | 104,0 | 91,1 | 195,1 | 914,1 | 943,0 | 1857,1 | 52,6 | 47,1 |
| 18. | Костромская | 778,2 | 905,4 | 1683,6 | 68,1 | 70,9 | 139,0 | 846,3 | 976,3 | 1822,6 | 24,7 | 22,8 |
| 19. | Курляндская | 280,1 | 302,9 | 583,0 | 108,4 | 106,9 | 215,3 | 388,5 | 409,8 | 798,3 | 33,6 | 24,1 |
| 20. | Курская | 1477,5 | 1488,6 | 2966,1 | 143,9 | 146,6 | 290,5 | 1621,4 | 1635,2 | 3256,6 | 79,8 | 72,7 |
| 21. | Лифляндская | 514,1 | 547,7 | 1061,8 | 347,2 | 335,0 | 682,2 | 861,3 | 882,7 | 1744,0 | 43,6 | 26,5 |
| 22. | Минская | 1370,0 | 1368,6 | 2738,6 | 153,3 | 143,9 | 297,2 | 1523,3 | 1512,5 | 3035,8 | 37,9 | 34,2 |
| 23. | Могилёвская | 1090,6 | 1110,1 | 2200,7 | 133,3 | 131,6 | 264,9 | 1223,9 | 1241,7 | 2465,6 | 58,5 | 52,2 |
| 24. | Московская | 783,5 | 907,6 | 1691,1 | 1013,1 | 887,1 | 1900,2 | 1796,6 | 1794,7 | 3591,3 | 120,5 | 57,8 |
| 25. | Нижегородская | 902,9 | 984,0 | 1886,9 | 91,6 | 88,3 | 179,9 | 994,5 | 1072,3 | 2066,8 | 45,9 | 41,9 |
| 26. | Новгородская | 749,0 | 812,4 | 1561,4 | 55,3 | 54,8 | 110,1 | 804,3 | 867,2 | 1671,5 | 16,0 | 15,0 |
| 27. | Олонецкая | 205,8 | 223,7 | 429,5 | 17,6 | 18,5 | 36,1 | 223,4 | 242,2 | 465,6 | 4,1 | 3,8 |
| 28. | Оренбургская | 957,3 | 946,3 | 1903,6 | 138,6 | 128,6 | 267,2 | 1095,9 | 1074,9 | 2170,8 | 13,0 | 11,4 |
| 29. | Орловская | 1196,1 | 1245,6 | 2441,7 | 163,2 | 156,8 | 320,0 | 1359,3 | 1402,4 | 2761,7 | 67,3 | 59,5 |
| 30. | Пензенская | 832,7 | 891,8 | 1724,5 | 91,0 | 96,1 | 187,1 | 923,7 | 987,9 | 1911,6 | 56,0 | 50,5 |
| 31. | Пермская | 1833,7 | 1920,0 | 3753,7 | 127,6 | 126,2 | 253,8 | 1961,3 | 2046,2 | 4007,5 | 13,8 | 12,9 |
| 32. | С.-Петербургская | 387,7 | 419,9 | 807,6 | 1197,3 | 1131,6 | 2328,9 | 1585,0 | 1551,5 | 3136,5 | 80,0 | 20,6 |
| 33. | Подольская | 1854,2 | 1845,4 | 3699,6 | 177,7 | 180,0 | 357,7 | 2031,9 | 2025,4 | 4057,3 | 109,9 | 100,2 |
| 34. | Полтавская | 1696,1 | 1692,6 | 3388,7 | 200,6 | 202,8 | 403,4 | 1896,7 | 1895,4 | 3792,1 | 86,5 | 77,3 |
| 35. | Псковская | 645,6 | 687,4 | 1333,0 | 45,6 | 46,5 | 92,1 | 691,2 | 733,9 | 1425,1 | 37,5 | 35,1 |
| 36. | Рязанская | 1251,3 | 1322,6 | 2573,9 | 101,5 | 98,5 | 200,0 | 1352,8 | 1421,1 | 2773,9 | 75,3 | 69,8 |
| 37. | Самарская | 1765,5 | 1793,1 | 3558,6 | 117,6 | 124,6 | 242,2 | 1883,1 | 1917,7 | 3800,8 | 28,6 | 26,8 |
| 38. | Саратовская | 1358,6 | 1392,7 | 2751,3 | 248,8 | 269,2 | 518,0 | 1607,4 | 1661,9 | 3269,3 | 44,0 | 37,1 |
| 39. | Симбирская | 932,4 | 983,9 | 1916,3 | 74,8 | 76,7 | 151,5 | 1007,2 | 1060,6 | 2067,8 | 47,5 | 44,1 |
| 40. | Смоленская | 944,7 | 999,9 | 1944,6 | 113,0 | 106,0 | 219,0 | 1057,7 | 1105,9 | 2163,6 | 44,0 | 39,5 |
| 41. | Таврическая | 814,4 | 773,7 | 1588,1 | 246,7 | 224,5 | 471,2 | 1061,0 | 998,2 | 2059,3 | 38,8 | 29,9 |
| 42. | Тамбовская | 1583,8 | 1641,8 | 3225,6 | 158,1 | 146,3 | 304,4 | 1741,9 | 1788,1 | 3530,0 | 60,3 | 55,1 |
| 43. | Тверская | 1034,9 | 1180,0 | 2214,9 | 89,2 | 90,0 | 179,2 | 1124,1 | 1270,0 | 2394,1 | 42,1 | 39,0 |
| 44. | Тульская | 783,0 | 878,1 | 1661,1 | 118,1 | 107,0 | 225,1 | 901,1 | 985,1 | 1886,2 | 69,3 | 61,1 |
| 45. | Уфимская | 1455,5 | 1455,8 | 2911,3 | 93,0 | 94,9 | 187,9 | 1548,5 | 1550,7 | 3099,2 | 28,9 | 27,2 |
| 46. | Харьковская | 1449,6 | 1430,8 | 2880,4 | 275,3 | 261,1 | 536,4 | 1724,9 | 1691,9 | 3416,8 | 71,3 | 60,2 |
| 47. | Херсонская | 1326,0 | 1300,0 | 2626,0 | 570,0 | 548,6 | 1118,6 | 1896,0 | 1848,6 | 3744,6 | 60,2 | 42,2 |
| 48. | Холмская | 474,4 | 465,3 | 939,7 | 79,1 | 69,0 | 148,1 | 553,5 | 534,3 | 1087,8 | 91,7 | 79,2 |
| 49. | Черниговская | 1386,8 | 1407,9 | 2794,7 | 167,0 | 169,8 | 336,8 | 1553,8 | 1577,7 | 3131,5 | 68,0 | 60,7 |
| 50. | Эстляндская | 194,2 | 200,9 | 395,1 | 56,0 | 56,1 | 112,1 | 250,2 | 257,0 | 570,2 | 29,3 | 22,3 |
| 51. | Ярославская | 480,5 | 609,6 | 1090,1 | 105,1 | 102,5 | 207,6 | 585,6 | 712,1 | 1297,7 | 41,6 | 34,5 |
| Итого по Европейской России                                                                                             | Итого по Европейской России                                                                                             | 54275,3 | 55992,2 | 110267,5 | 9481,2 | 9115,6 | 18596,8 | 63756,5 | 65107,8 | 128864,3 | 30,3 | 25,9 |
| | | | | | | | | | | | | |
| Привислинские губернии                                                                                                  | | | | | | | | | | | | |
| 1. | Варшавская | 825,4 | 803,1 | 1628,5 | 578,7 | 585,4 | 1164,1 | 1404,1 | 1388,5 | 2792,6 | 181,8 | 106,0 |
| 2. | Калишская | 565,8 | 577,9 | 1143,7 | 100,1 | 98,6 | 198,7 | 665,9 | 676,5 | 1342,4 | 134,8 | 114,8 |
| 3. | Келецкая | 467,3 | 473,8 | 941,1 | 44,2 | 44,5 | 88,7 | 511,5 | 518,3 | 1029,8 | 116,1 | 106,1 |
| 4. | Ломжинская | 362,9 | 345,4 | 708,3 | 60,0 | 51,4 | 111,4 | 422,9 | 396,8 | 819,7 | 78,5 | 67,8 |
| 5. | Люблинская | 629,0 | 615,1 | 1244,1 | 123,6 | 113,3 | 236,9 | 752,6 | 728,4 | 1481,0 | 103,3 | 86,8 |
| 6. | Петроковская | 619,1 | 622,9 | 1242,0 | 430,6 | 425,3 | 855,9 | 1049,7 | 1048,2 | 2097,8 | 194,9 | 115,4 |
| 7. | Плоцкая | 326,8 | 337,2 | 664,0 | 63,8 | 58,2 | 122,0 | 390,6 | 395,4 | 786,0 | 94,8 | 80,1 |
| 8. | Радомская | 519,2 | 515,3 | 1034,5 | 74,1 | 71,6 | 145,7 | 593,3 | 586,9 | 1180,2 | 108,7 | 95,3 |
| 9. | Сувалкская | 307,5 | 312,6 | 620,1 | 51,1 | 46,8 | 97,9 | 358,6 | 359,4 | 718,0 | 66,3 | 57,3 |
| Итого по Привислинским губерниям                                                                                        | Итого по Привислинским губерниям                                                                                        | 4623,0 | 4603,3 | 9226,3 | 1526,2 | 1495,1 | 3021,3 | 6149,2 | 6098,4 | 12247,6 | 122,9 | 92,5 |
| | | | | | | | | | | | | |
| Кавказ | | | | | | | | | | | | |
| 1. | Бакинская | 435,3 | 367,1 | 802,4 | 178,4 | 119,6 | 298,0 | 613,7 | 486,7 | 1100,4 | 32,1 | 23,4 |
| 2. | Батумская | 64,8 | 63,8 | 128,6 | 31,9 | 22,6 | 54,5 | 96,7 | 86,4 | 183,1 | 29,9 | 21,0 |
| 3. | Дагестанская | 320,9 | 312,3 | 633,2 | 51,0 | 40,0 | 91,0 | 371,9 | 352,3 | 724,2 | 27,7 | 24,2 |
| 4. | Елисаветпольская | 525,0 | 435,5 | 960,5 | 74,9 | 62,6 | 137,5 | 599,9 | 498,1 | 1098,0 | 28,4 | 24,8 |
| 5. | Карсская | 185,7 | 163,4 | 349,1 | 25,4 | 21,7 | 47,1 | 211,1 | 185,1 | 396,2 | 24,0 | 21,2 |
| 6. | Кубанская | 1388,3 | 1350,7 | 2739,0 | 125,3 | 120,2 | 245,5 | 1513,6 | 1470,9 | 2984,5 | 35,8 | 32,8 |
| 7. | Кутаисская | 505,3 | 479,6 | 984,9 | 48,7 | 34,1 | 82,8 | 554,0 | 513,7 | 1067,7 | 57,6 | 53,1 |
| 8. | Сухумский округ | 62,8 | 58,3 | 121,1 | 14,2 | 11,1 | 25,3 | 77,0 | 69,4 | 146,4 | 25,3 | 20,9 |
| 9. | Ставропольская | 627,3 | 619,7 | 1247,0 | 42,2 | 39,8 | 82,0 | 669,5 | 659,5 | 1329,0 | 27,8 | 26,1 |
| 10. | Терская | 531,0 | 495,6 | 1026,6 | 123,4 | 111,2 | 234,6 | 654,4 | 606,8 | 1261,2 | 19,7 | 16,0 |
| 11. | Тифлисская | 508,0 | 455,1 | 963,1 | 218,0 | 178,5 | 396,5 | 726,0 | 633,6 | 1359,6 | 37,9 | 26,8 |
| 12. | Закатальский округ | 50,1 | 44,8 | 94,9 | 3,0 | 2,5 | 5,5 | 53,1 | 47,3 | 100,4 | 28,7 | 27,1 |
| 13. | Черноморская | 42,3 | 36,2 | 78,5 | 39,6 | 34,6 | 74,2 | 81,9 | 70,8 | 152,7 | 20,8 | 10,7 |
| 14. | Эриванская | 480,8 | 434,0 | 914,8 | 59,0 | 44,5 | 103,5 | 539,8 | 478,5 | 1018,3 | 41,7 | 37,5 |
| Итого по Кавказу | Итого по Кавказу | 5727,6 | 5316,1 | 11043,7 | 1035,0 | 843,0 | 1878,0 | 6762,6 | 6151,1 | 12921,7 | 31,3 | 27,3 |
| | | | | | | | | | | | | |
| Сибирь | | | | | | | | | | | | |
| 1. | Амурская | 95,4 | 85,7 | 181,1 | 42,4 | 26,9 | 69,3 | 137,8 | 112,6 | 250,4 | 0,7 | 0,5 |
| 2. | Енисейская | 432,1 | 415,4 | 847,5 | 73,9 | 69,0 | 142,9 | 506,0 | 484,4 | 990,4 | 0,4 | 0,4 |
| 3. | Забайкальская | 411,2 | 390,2 | 801,4 | 82,5 | 61,8 | 144,3 | 493,7 | 452,0 | 945,7 | 1,7 | 1,5 |
| 4. | Иркутская | 327,5 | 309,1 | 636,6 | 57,9 | 55,7 | 113,6 | 385,4 | 364,8 | 750,2 | 1,2 | 1,0 |
| 5. | Камчатская | 19,5 | 18,0 | 37,5 | 1,6 | 1,4 | 3,0 | 21,1 | 19,4 | 40,5 | 0,04 | 0,03 |
| 6. | Приморская | 231,0 | 175,9 | 406,9 | 133,1 | 66,6 | 199,7 | 364,1 | 242,5 | 606,6 | 1,3 | 0,9 |
| 7. | Сахалинская | 21,4 | 10,6 | 32,0 | 0,9 | 0,6 | 1,5 | 22,3 | 11,2 | 33,5 | 0,3 | 0,1 |
| 8. | Тобольская | 948,6 | 953,6 | 1902,2 | 78,6 | 73,6 | 152,2 | 1027,2 | 1027,2 | 2054,4 | 1,7 | 1,5 |
| 9. | Томская | 1839,7 | 1807,3 | 3647,0 | 180,5 | 171,5 | 352,0 | 2020,2 | 1978,8 | 3999,0 | 5,4 | 4,9 |
| 10. | Якутская | 160,6 | 154,3 | 314,9 | 7,7 | 7,4 | 15,1 | 168,3 | 161,7 | 330,0 | 0,09 | 0,09 |
| Итого по Сибири | Итого по Сибири | 4487,0 | 4320,1 | 8807,1 | 659,1 | 534,5 | 1193,6 | 5146,1 | 4854,6 | 10000,7 | 0,9 | 0,8 |
| | | | | | | | | | | | | |
| Туркестан и Степные области                                                                                             | | | | | | | | | | | | |
| 1. | Акмолинская | 686,6 | 630,5 | 1317,1 | 107,2 | 99,4 | 206,6 | 783,8 | 729,9 | 1523,7 | 2,9 | 2,6 |
| 2. | Закаспийская | 235,4 | 213,5 | 448,9 | 52,0 | 33,0 | 85,0 | 287,4 | 246,5 | 533,9 | 1,0 | 0,8 |
| 3. | Самаркандская | 542,1 | 447,4 | 989,5 | 114,6 | 93,9 | 208,5 | 656,7 | 541,3 | 1198,0 | 19,8 | 16,3 |
| 4. | Семипалатинская | 428,2 | 368,4 | 796,6 | 36,8 | 34,1 | 70,9 | 465,0 | 402,5 | 867,5 | 2,1 | 2,0 |
| 5. | Семиреченская | 618,5 | 525,8 | 1144,3 | 67,1 | 57,9 | 125,0 | 685,6 | 583,7 | 1269,3 | 3,9 | 3,5 |
| 6. | Сыр-Дарьинская | 884,5 | 764,5 | 1649,0 | 200,6 | 162,7 | 363,3 | 1085,1 | 927,2 | 2012,3 | 4,6 | 3,7 |
| 7. | Тургайская | 341,5 | 311,1 | 652,6 | 23,4 | 21,7 | 45,1 | 364,9 | 332,8 | 697,7 | 1,8 | 1,7 |
| 8. | Уральская | 411,2 | 373,5 | 784,7 | 40,2 | 42,2 | 82,4 | 451,4 | 415,7 | 867,1 | 2,8 | 2,5 |
| 9. | Ферганская | 912,3 | 800,6 | 1712,9 | 223,7 | 197,4 | 421,1 | 1136,0 | 998,0 | 2134,0 | 16,9 | 13,6 |
| Итого по Туркестану и Степным обл.                                                                                      | Итого по Туркестану и Степным обл.                                                                                      | 5060,3 | 4435,3 | 9495,6 | 865,6 | 742,3 | 1607,9 | 5925,9 | 5177,6 | 11103,5 | 3,6 | 3,1 |
| | | | | | | | | | | | | |
| Финляндия (8 губерний)                                                                                                  | | | | | | | | | | | | |
| Итого по Финляндии | Итого по Финляндии | 1377,0 | 1361,2 | 2738,2 | 239,3 | 263,3 | 502,8 | 1616,3 | 1624,7 | 3241,0 | 11,3 | 9,6 |
| | | | | | | | | | | | | |
| Всего по империи | Всего по империи | 75550,2 | 76028,2 | 151578,4 | 13806,4 | 12994,0 | 26800,4 | 89356,6 | 89022,2 | 178378,8 | 9,3 | 7,9 |
| Всего по империи (без Финляндии)                                                                                        | Всего по империи (без Финляндии)                                                                                        | 74173,2 | 74667,0 | 148840,2 | 13567,1 | 12730,5 | 26297,6 | 87740,3 | 87397,5 | 175137,8 | 9,3 | 7,9 |

### Население Российской империи в сравнении с другими государствами
| Население Российской империи и других государств (без их колоний) | Население Российской империи и других государств (без их колоний) | Население Российской империи и других государств (без их колоний) | Население Российской империи и других государств (без их колоний) |
| Страны                                                            | Население, тыс. чел                                               | Страны                                                            | Население, тыс. чел                                               |
| ----------------------------------------------------------------- | ----------------------------------------------------------------- | ----------------------------------------------------------------- | ----------------------------------------------------------------- |
| Россия (1911 г.)                                                  | 167003,4                                                          | Бельгия (1910 г.)                                                 | 7516,7                                                            |
| США (1910 г.)                                                     | 93402,2                                                           | Румыния (1909 г.)                                                 | 6866,7                                                            |
| Германия (1910 г.)                                                | 65140,0                                                           | Нидерланды (1910 г.)                                              | 5945,2                                                            |
| Япония (1911 г.)                                                  | 51591,4                                                           | Швеция (1910 г.)                                                  | 5521,9                                                            |
| Австро-Венгрия (1910 г.)                                          | 51340,4                                                           | Болгария (1910 г.)                                                | 4329,1                                                            |
| Великобритания (1910 г.)                                          | 45365,6                                                           | Швейцария (1910 г.)                                               | 3472,0                                                            |
| Франция (1908 г.)                                                 | 39267,0                                                           | Дания (1911 г.)                                                   | 2775,1                                                            |
| Италия (1911 г.)                                                  | 34686,7                                                           | Норвегия (1910 г.)                                                | 2392,7                                                            |

### Соотношение городского и сельского населения
Сельское население империи значительно преобладало над городским. Из общего числа жителей 174 099 600 человек, в городах жило 24 648 400 человек, то есть всего 14,2 % (данные 1913 года).
По соотношению численности городского и сельского населения Россия занимала одно из последних мест в ряду крупнейших государств начала XX века.
| Соотношение городского и сельского населения в России и некоторых крупнейших странах (1908—1914 гг.) | Соотношение городского и сельского населения в России и некоторых крупнейших странах (1908—1914 гг.) | Соотношение городского и сельского населения в России и некоторых крупнейших странах (1908—1914 гг.) |
| Страна                                                                                               | Городское население в %                                                                              | Сельское население в %                                                                               |
| --- | --- | --- |
| Россия                                                                                               | 15,0                                                                                                 | 85,0                                                                                                 |
| Европейская Россия                                                                                   | 14,4                                                                                                 | 85,6                                                                                                 |
| Привислинские губ.                                                                                   | 24,7                                                                                                 | 75,3                                                                                                 |
| Кавказ                                                                                               | 14,5                                                                                                 | 85,5                                                                                                 |
| Сибирь                                                                                               | 11,9                                                                                                 | 88,1                                                                                                 |
| Средняя Азия                                                                                         | 14,5                                                                                                 | 85,5                                                                                                 |
| Финляндия                                                                                            | 15,5                                                                                                 | 84,5                                                                                                 |
| Англия и Уэльс                                                                                       | 78,0                                                                                                 | 22,0                                                                                                 |
| Норвегия                                                                                             | 72,0                                                                                                 | 28,0                                                                                                 |
| Германия                                                                                             | 56,1                                                                                                 | 43,9                                                                                                 |
| САСШ (США)                                                                                           | 41,5                                                                                                 | 58,5                                                                                                 |
| Франция                                                                                              | 41,2                                                                                                 | 58,8                                                                                                 |
| Дания                                                                                                | 38,2                                                                                                 | 61,8                                                                                                 |
| Голландия                                                                                            | 36,9                                                                                                 | 63,1                                                                                                 |
| Италия                                                                                               | 26,4                                                                                                 | 73,6                                                                                                 |
| Швеция                                                                                               | 22,1                                                                                                 | 77,9                                                                                                 |
| Венгрия (собственно)                                                                                 | 18,8                                                                                                 | 81,2                                                                                                 |

Как видно из таблицы, наибольший процент городского населения империи в Привислинских губерниях, затем в постепенном порядке идут: Финляндия, Среднеазиатские области, Кавказ, Европейская Россия и Сибирь.

#### Крупнейшие города (1914)[7][11]
- Петербург — 2118,5 тыс. (прирост в 4,3 раза за 1864—1917 год)
- Москва — 1762,7 тыс. (прирост в 3 раза, в основном за счет иммиграции: 86,2 % прироста в 1871—1881 годах, 75,2 % в 1907—1911 годах)
- Варшава — 884 тыс.
- Рига — 558 тыс.
- Киев — 520,5 тыс.
- Лодзь — 507 тыс.
- Одесса — 499,6 тыс.
- Тифлис — 307,3 тыс.
- Ташкент — 271,9 тыс.
- Харьков — 244,7 тыс.

Если рассматривать процент городского населения по отдельным губерниям, видно, что на повышение процента влияют немногие губернии с большими промышленными, торговыми и административными центрами. Из 51 губернии Европейской России таких семь: Эстляндская, Таврическая, Курляндская, Херсонская, Лифляндская, Московская и С.-Петербургская, где процент городского населения выше 20. Из них особенно выделяются две столичные губернии (50,2 % и 74,0 %). В Привислинском крае из 9 губерний всего две, где процент городского населения выше 20 (Петроковская — 40,2 %, Варшавская — 41,7 %). На Кавказе таких губерний четыре из двадцати (Тифлисская — 22,1 %, Бакинская — 26,6 %, Батумская — 25,6 %, Черноморская — 45,5 %). В Сибири две из десяти (Амурская — 28,6 % и Приморская — 32,9 %). Среди Среднеазиатских областей таких не было и только в Ферганской области процент городского населения приближался к 20 (19,8 %). В Финляндии также только одна губерния, Нюландская, где процент городского населения превышал 20 (46,3 %). Так что из 99 губерний и областей Российской империи только 14 таковых, где городское население составляло свыше 20 % всего населения, в остальных же 85 этот процент ниже 20.
В двух губерниях и областях процент городского населения ниже 5 %; в сорока (в том числе в трех Финляндских) — от 5 % до 10 %; в двадцати девяти (в том числе одной Финляндской) — от 10 % до 15 %; в двадцати (в том числе в двух Финляндских) — от 15 % до 20 %.
Процент городского населения увеличивается с одной стороны к западу и юго-западу, с другой стороны — к востоку и юго-востоку от Уральского хребта, с исключениями в виде промышленных и торговых губерний: Владимирской, Ярославской и др. На Кавказе процент городских обитателей больше в губерниях и областях, лежащих за главным хребтом, кроме Кутаисской губернии, где он ниже, чем во всех других областях и губерниях Кавказа. В Среднеазиатских областях замечается увеличение процента городского населения по направлению к юго-востоку.

### Численность населения в 1800—1913 годах
| Население Российской империи (без Финляндии) (1800—1913 гг.)                                                    | Население Российской империи (без Финляндии) (1800—1913 гг.) | Население Российской империи (без Финляндии) (1800—1913 гг.) | Население Российской империи (без Финляндии) (1800—1913 гг.) | Население Российской империи (без Финляндии) (1800—1913 гг.) | Население Российской империи (без Финляндии) (1800—1913 гг.) |
| Год | Жителей                                                      | Год                                                          | Жителей                                                      | Год                                                          | Жителей                                                      |
| --- | ------------------------------------------------------------ | ------------------------------------------------------------ | ------------------------------------------------------------ | ------------------------------------------------------------ | ------------------------------------------------------------ |
| 1800 | 37 540 400                                                   | 1838                                                         | 61 490 100                                                   | 1876                                                         | 91 423 400                                                   |
| 1801 | 37 830 400                                                   | 1839                                                         | 61 965 000                                                   | 1877                                                         | 92 232 600                                                   |
| 1802 | 38 125 300                                                   | 1840                                                         | 62 460 300                                                   | 1878                                                         | 93 012 300                                                   |
| 1803 | 38 425 400                                                   | 1841                                                         | 62 975 700                                                   | 1879                                                         | 95 358 700                                                   |
| 1804 | 38 730 200                                                   | 1842                                                         | 63 511 500                                                   | 1880                                                         | 97 705 100                                                   |
| 1805 | 39 040 300                                                   | 1843                                                         | 64 066 700                                                   | 1881                                                         | 100 051 500                                                  |
| 1806 | 39 355 600                                                   | 1844                                                         | 64 641 600                                                   | 1882                                                         | 102 397 900                                                  |
| 1807 | 39 675 100                                                   | 1845                                                         | 65 237 600                                                   | 1883                                                         | 104 744 300                                                  |
| 1808 | 40 000 300                                                   | 1846                                                         | 65 852 300                                                   | 1884                                                         | 106 765 600                                                  |
| 1809 | 40 330 300                                                   | 1847                                                         | 66 487 400                                                   | 1885                                                         | 108 787 000                                                  |
| 1810 | 40 666 900                                                   | 1848                                                         | 67 142 600                                                   | 1886                                                         | 110 969 500                                                  |
| 1811 | 41 010 400                                                   | 1849                                                         | 67 817 300                                                   | 1887                                                         | 113 152 100                                                  |
| 1812 | 41 360 100                                                   | 1850                                                         | 68 513 400                                                   | 1888                                                         | 115 334 600                                                  |
| 1813 | 42 226 000                                                   | 1851                                                         | 69 033 300                                                   | 1889                                                         | 116 560 000                                                  |
| 1814 | 43 391 500                                                   | 1852                                                         | 69 543 100                                                   | 1890                                                         | 117 787 500                                                  |
| 1815 | 45 210 200                                                   | 1853                                                         | 70 106 000                                                   | 1891                                                         | 119 013 900                                                  |
| 1816 | 45 880 100                                                   | 1854                                                         | 70 608 100                                                   | 1892                                                         | 120 240 300                                                  |
| 1817 | 46 560 100                                                   | 1855                                                         | 71 108 200                                                   | 1893                                                         | 121 466 700                                                  |
| 1818 | 47 247 300                                                   | 1856                                                         | 71 616 200                                                   | 1894                                                         | 122 693 100                                                  |
| 1819 | 47 941 300                                                   | 1857                                                         | 72 106 400                                                   | 1895                                                         | 123 919 600                                                  |
| 1820 | 48 646 500                                                   | 1858                                                         | 72 809 600                                                   | 1896                                                         | 125 118 900                                                  |
| 1821 | 49 358 600                                                   | 1859                                                         | 73 900 200                                                   | 1897                                                         | 126 368 8001)                                                |
| 1822 | 50 079 400                                                   | 1860                                                         | 74 120 100                                                   | 1898                                                         | 128 380 700                                                  |
| 1823 | 50 805 300                                                   | 1861                                                         | 73 648 000                                                   | 1899                                                         | 130 326 800                                                  |
| 1824 | 51 541 400                                                   | 1862                                                         | 73 832 600                                                   | 1900                                                         | 132 960 400                                                  |
| 1825 | 52 285 100                                                   | 1863                                                         | 74 262 750                                                   | 1901                                                         | 134 781 500                                                  |
| 1826 | 53 038 200                                                   | 1864                                                         | 74 723 150                                                   | 1902                                                         | 136 603 900                                                  |
| 1827 | 53 798 100                                                   | 1865                                                         | 75 125 470                                                   | 1903                                                         | 139 104 700                                                  |
| 1828 | 54 568 000                                                   | 1866                                                         | 76 468 720                                                   | 1904                                                         | 141 403 900                                                  |
| 1829 | 55 343 000                                                   | 1867                                                         | 79 982 650                                                   | 1905                                                         | 143 980 100                                                  |
| 1830 | 56 127 200                                                   | 1868                                                         | 81 915 690                                                   | 1906                                                         | 146 419 100                                                  |
| 1831 | 56 918 200                                                   | 1869                                                         | 83 463 480                                                   | 1907                                                         | 149 084 000                                                  |
| 1832 | 57 718 600                                                   | 1870                                                         | 84 521 380                                                   | 1908                                                         | 152 464 700                                                  |
| 1833 | 58 526 500                                                   | 1871                                                         | 85 358 500                                                   | 1909                                                         | 157 079 500                                                  |
| 1834 | 59 358 700                                                   | 1872                                                         | 86 629 400                                                   | 1910                                                         | 160 748 400                                                  |
| 1835 | 60 185 300                                                   | 1873                                                         | 87 888 600                                                   | 1911                                                         | 163 919 000                                                  |
| 1836 | 60 600 200                                                   | 1874                                                         | 89 872 500                                                   | 1912                                                         | 167 919 800                                                  |
| 1837 | 61 035 200                                                   | 1875                                                         | 90 218 500                                                   | 1913                                                         | 170 902 900                                                  |
| |                                                              |                                                              |                                                              |                                                              |                                                              |
| 1) По переписи 28-го января 1897 г. — наличное население 125 640 021, постоянное население 126 586 525 человек. |                                                              |                                                              |                                                              |                                                              |                                                              |

| Население Финляндии (1800—1913 гг.) | Население Финляндии (1800—1913 гг.) | Население Финляндии (1800—1913 гг.) | Население Финляндии (1800—1913 гг.) | Население Финляндии (1800—1913 гг.) | Население Финляндии (1800—1913 гг.) |
| Год                                 | Жителей                             | Год                                 | Жителей                             | Год                                 | Жителей                             |
| ----------------------------------- | ----------------------------------- | ----------------------------------- | ----------------------------------- | ----------------------------------- | ----------------------------------- |
| 1800                                | 832 790                             | 1838                                | 1 409 400                           | 1876                                | 1 942 700                           |
| 1801                                | 843 600                             | 1839                                | 1 427 800                           | 1877                                | 1 971 400                           |
| 1802                                | 855 600                             | 1840                                | 1 445 600                           | 1878                                | 1 994 600                           |
| 1803                                | 868 500                             | 1841                                | 1 463 100                           | 1879                                | 2 032 700                           |
| 1804                                | 882 700                             | 1842                                | 1 486 100                           | 1880                                | 2 060 800                           |
| 1805                                | 898 400                             | 1843                                | 1 507 000                           | 1881                                | 2 082 600                           |
| 1806                                | 890 200                             | 1844                                | 1 527 500                           | 1882                                | 2 113 300                           |
| 1807                                | 881 300                             | 1845                                | 1 547 700                           | 1883                                | 2 146 300                           |
| 1808                                | 868 100                             | 1846                                | 1 561 100                           | 1884                                | 2 180 500                           |
| 1809                                | 860 100                             | 1847                                | 1 578 400                           | 1885                                | 2 208 500                           |
| 1810                                | 863 300                             | 1848                                | 1 599 300                           | 1886                                | 2 238 600                           |
| 1811                                | 1 053 400                           | 1849                                | 1 620 900                           | 1887                                | 2 278 100                           |
| 1812                                | 1 062 000                           | 1850                                | 1 636 900                           | 1888                                | 2 314 200                           |
| 1813                                | 1 072 300                           | 1851                                | 1 657 600                           | 1889                                | 2 347 700                           |
| 1814                                | 1 083 500                           | 1852                                | 1 662 800                           | 1890                                | 2 380 100                           |
| 1815                                | 1 096 000                           | 1853                                | 1 669 200                           | 1891                                | 2 413 200                           |
| 1816                                | 1 110 100                           | 1854                                | 1 685 500                           | 1892                                | 2 434 000                           |
| 1817                                | 1 125 300                           | 1855                                | 1 688 700                           | 1893                                | 2 457 300                           |
| 1818                                | 1 141 400                           | 1856                                | 1 693 300                           | 1894                                | 2 487 300                           |
| 1819                                | 1 158 300                           | 1857                                | 1 694 400                           | 1895                                | 2 525 100                           |
| 1820                                | 1 177 500                           | 1858                                | 1 706 800                           | 1896                                | 2 540 200                           |
| 1821                                | 1 199 900                           | 1859                                | 1 726 000                           | 1897                                | 2 555 500                           |
| 1822                                | 1 209 700                           | 1860                                | 1 746 700                           | 1898                                | 2 645 300                           |
| 1823                                | 1 229 800                           | 1861                                | 1 770 600                           | 1899                                | 2 682 400                           |
| 1824                                | 1 243 200                           | 1862                                | 1 786 200                           | 1900                                | 2 712 500                           |
| 1825                                | 1 259 200                           | 1863                                | 1 797 400                           | 1901                                | 2 727 400                           |
| 1826                                | 1 274 700                           | 1864                                | 1 827 000                           | 1902                                | 2 743 500                           |
| 1827                                | 1 294 100                           | 1865                                | 1 843 200                           | 1903                                | 2 761 700                           |
| 1828                                | 1 315 800                           | 1866                                | 1 837 500                           | 1904                                | 2 780 700                           |
| 1829                                | 1 332 000                           | 1867                                | 1 824 200                           | 1905                                | 2 816 500                           |
| 1830                                | 1 372 100                           | 1868                                | 1 727 500                           | 1906                                | 2 857 200                           |
| 1831                                | 1 381 900                           | 1869                                | 1 739 600                           | 1907                                | 2 925 300                           |
| 1832                                | 1 383 500                           | 1870                                | 1 768 800                           | 1908                                | 2 968 600                           |
| 1833                                | 1 361 800                           | 1871                                | 1 795 200                           | 1909                                | 3 015 700                           |
| 1834                                | 1 379 800                           | 1872                                | 1 822 700                           | 1910                                | 3 030 400                           |
| 1835                                | 1 393 700                           | 1873                                | 1 851 400                           | 1911                                | 3 084 400                           |
| 1836                                | 1 392 400                           | 1874                                | 1 881 400                           | 1912                                | 3 140 100                           |
| 1837                                | 1 396 600                           | 1875                                | 1 912 600                           | 1913                                | 3 196 700                           |

### Другие данные о численности населения
| Данные по древнему населению государства в разные периоды (из разных источников) в тыс. чел | Данные по древнему населению государства в разные периоды (из разных источников) в тыс. чел | Данные по древнему населению государства в разные периоды (из разных источников) в тыс. чел | Данные по древнему населению государства в разные периоды (из разных источников) в тыс. чел | Данные по древнему населению государства в разные периоды (из разных источников) в тыс. чел |
| Год                                                                                         | Минимальные значения                                                                        | Средние или единственные значения                                                           | Максимальные значения                                                                       | Примечания                                                                                  |
| ------------------------------------------------------------------------------------------- | ------------------------------------------------------------------------------------------- | ------------------------------------------------------------------------------------------- | ------------------------------------------------------------------------------------------- | ------------------------------------------------------------------------------------------- |
| 10000 до н.э                                                                                |                                                                                             | 2000                                                                                        |                                                                                             | Постсоветское Пространство                                                                  |
| 500 до н.э                                                                                  |                                                                                             | 6000                                                                                        |                                                                                             | В границах РФ                                                                               |
| 1000                                                                                        |                                                                                             | 5300/14300                                                                                  |                                                                                             | Киевская Русь/В границах РФ                                                                 |
| 1500                                                                                        | 3000                                                                                        | 5600/14700                                                                                  | 6000                                                                                        | Великое княжество Московское/В границах РФ                                                  |
| 1535                                                                                        |                                                                                             | 10000                                                                                       |                                                                                             |                                                                                             |
| 1550                                                                                        | 3000                                                                                        | 7000-8800                                                                                   | 11000                                                                                       | Русское царство                                                                             |
| 1584                                                                                        |                                                                                             | 12000                                                                                       | 15000                                                                                       |                                                                                             |
| 1600                                                                                        |                                                                                             | 15000                                                                                       |                                                                                             |                                                                                             |
| 1613                                                                                        |                                                                                             | 12000                                                                                       |                                                                                             |                                                                                             |
| 1645                                                                                        |                                                                                             | 13000                                                                                       |                                                                                             |                                                                                             |
| 1650                                                                                        |                                                                                             | 15000                                                                                       |                                                                                             |                                                                                             |
| 1678                                                                                        |                                                                                             | 11200                                                                                       |                                                                                             |                                                                                             |
| 1689                                                                                        |                                                                                             | 16000                                                                                       |                                                                                             |                                                                                             |
| 1700                                                                                        | 10500                                                                                       | 11500-14000                                                                                 | 15000                                                                                       |                                                                                             |
| 1725                                                                                        | 14000                                                                                       | 15500                                                                                       | 18000                                                                                       | Российская империя                                                                          |
| 1750                                                                                        | 18000                                                                                       | 22000                                                                                       | 23000                                                                                       |                                                                                             |
| 1800                                                                                        | 35500                                                                                       | 38400                                                                                       | 41200                                                                                       |                                                                                             |
| 1822                                                                                        | 45500                                                                                       | 48000                                                                                       | 48000                                                                                       | [ 13 ]                                                                                      |

## Плотность населения

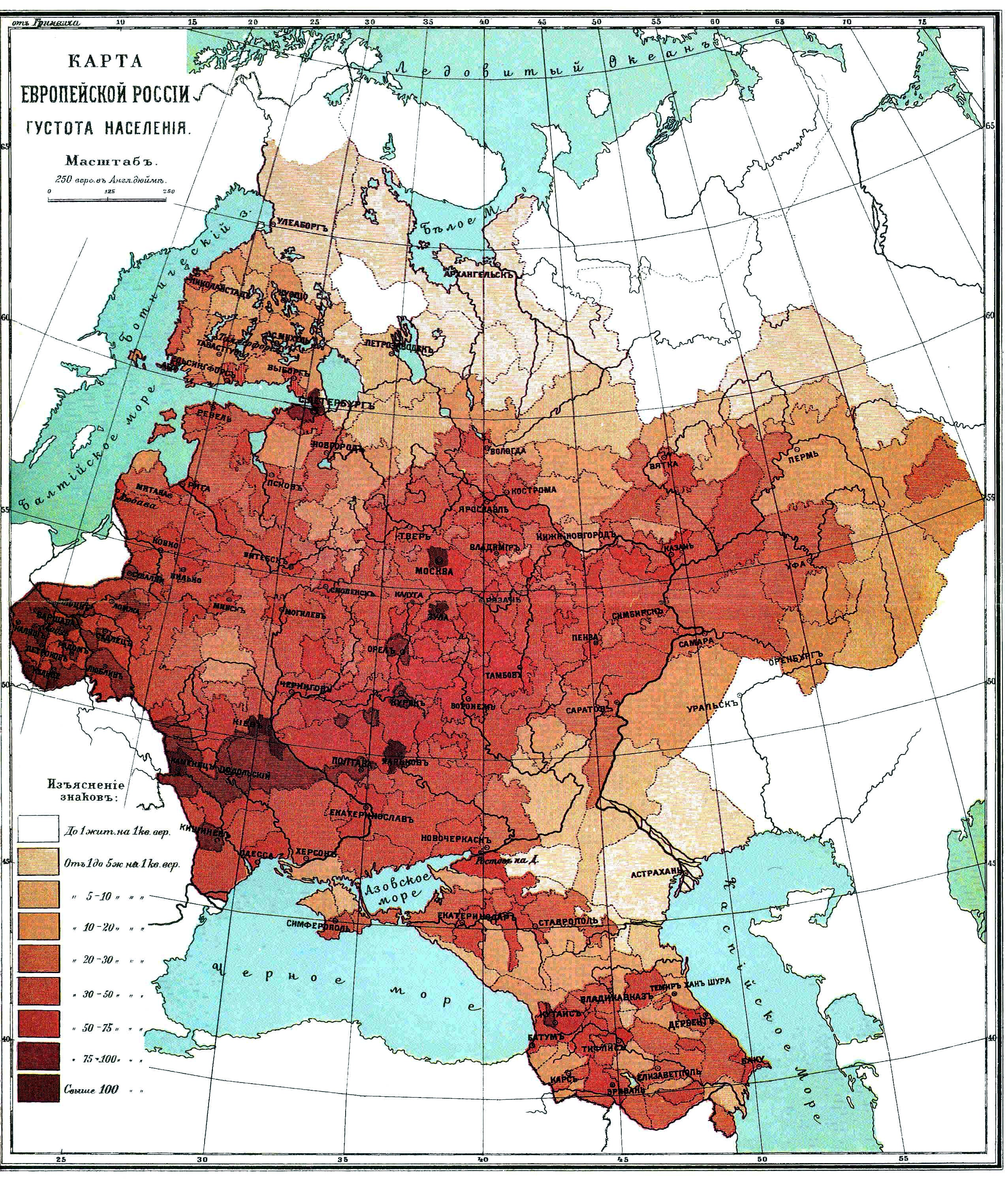
Плотность населения Европейской части Российской империи. ЭСБЕ.

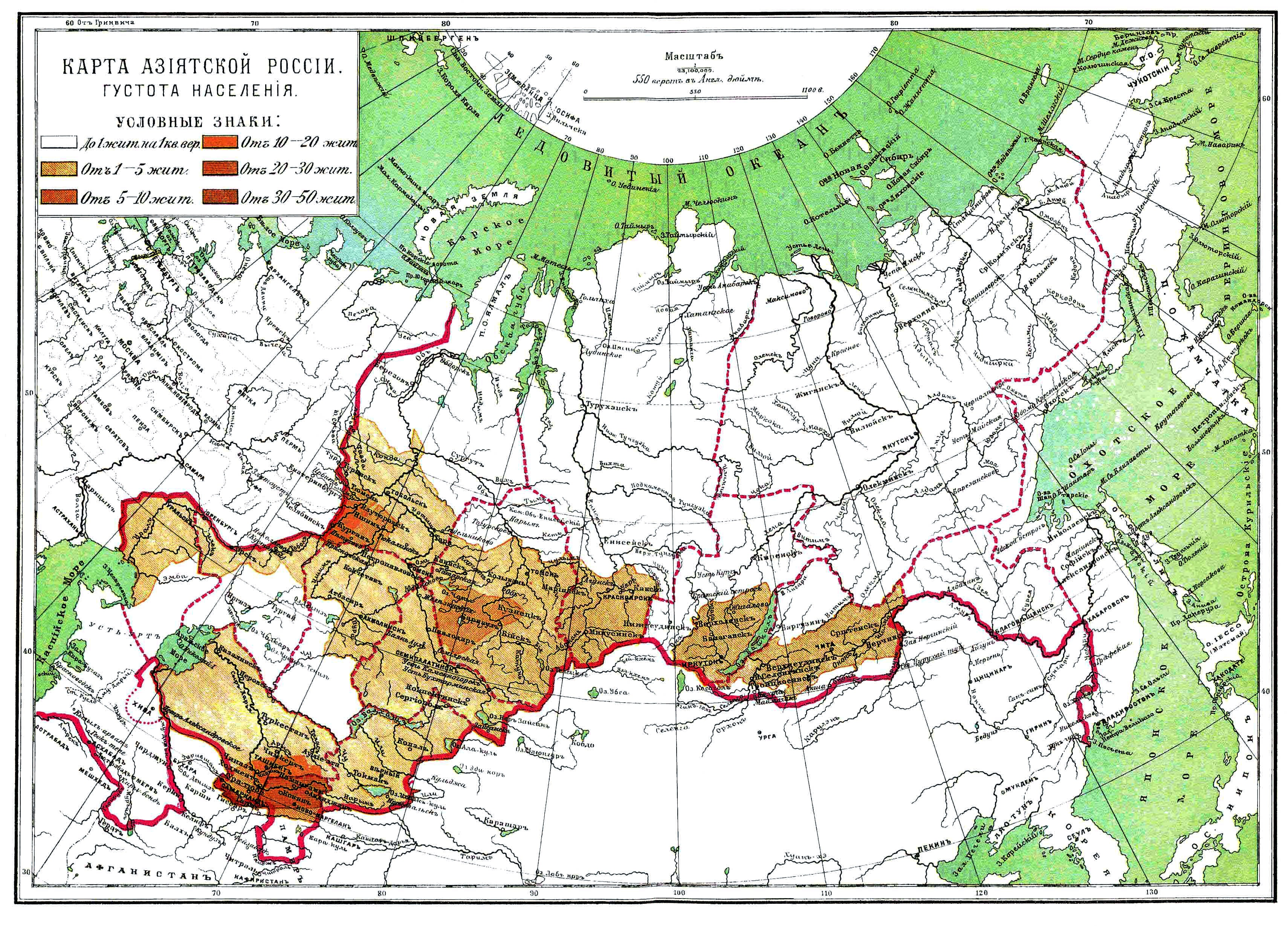
Плотность населения Азиатской части Российской империи. ЭСБЕ.

Всё население империи, то есть 174 099 600 человек (1913 г.), проживало на пространстве в 19 155 588 квадратных вёрст, следовательно на одну квадратную версту приходилось 9,1 человека. Значительная часть жителей сосредотачивалась в городах, если взять только сельское население, то на одну квадратную версту приходилось 7,8 человек.
Наиболее плотно-населённым районом империи являлся Привислинский край, где в Петроковской губернии на одну квадратную версту приходилось 190,0 жителей, а наименее плотно-населённым — Сибирь, где в Якутской области на кв.версту менее 0,1 жителя.
| Плотность населения России и других государств (без колоний) | Плотность населения России и других государств (без колоний) | Плотность населения России и других государств (без колоний) | Плотность населения России и других государств (без колоний) |
| Страна                                                       | Жителей на 1 кв. версту                                      | Страна                                                       | Жителей на 1 кв. версту                                      |
| ------------------------------------------------------------ | ------------------------------------------------------------ | ------------------------------------------------------------ | ------------------------------------------------------------ |
| Россия                                                       | 9,1                                                          | Англия                                                       | 157,9                                                        |
| Европейская Россия                                           | 29,6                                                         | Италия                                                       | 132,2                                                        |
| Привислинские губ.                                           | 120,0                                                        | Германия                                                     | 127,7                                                        |
| Кавказ                                                       | 30,3                                                         | Австро-Венгрия                                               | 85,6                                                         |
| Сибирь                                                       | 0,9                                                          | Франция                                                      | 83,1                                                         |
| Средняя Азия                                                 | 3,5                                                          | Дания                                                        | 20,5                                                         |
| Финляндия                                                    | 11,2                                                         | Швеция                                                       | 13,6                                                         |
| Бельгия                                                      | 273,1                                                        | САСШ (США)                                                   | 10,9                                                         |
| Голландия                                                    | 177,2                                                        | Норвегия                                                     | 8,1                                                          |

Географическое распределение плотности населения империи профессор А. М. Золотарёв очерчивает так:

«Наиболее густое население тянется полукругом, полосою более широкою на запад от Варшавы через Киев и Курск на Москву, от этой полосы оно редеет более или менее быстро и достигает самого слабого отношения к пространству на крайнем Севере и Заволжьи. В Азиатской России население наиболее густо на Кавказе, из частей же последнего — в Закавказье и особенно в долине реки Риона и среднем течении р. Куры. Затем по густоте населения следует Туркестан; в нём наиболее густо населена долина Зеравшана и Ферганская область. Наконец, Сибирь, в которой наиболее населена юго-западная часть, ближайшая к Европейской России, чем же далее на востоке и особенно на севере, тем населённость падает, доходя в Туруханском крае до отношения 1 жителя на 2 кв. мили».
— Золотарёв А. М. Записки военной статистики России. Т.I. СПб., 1894.

## Половой состав населения
По половому составу население империи распределялось так: в Европейской России, Привислинских губерниях и в Финляндии женщин было больше, чем мужчин, в остальных районах мужчины преобладали. Так, по отдельным частям империи на 100 мужчин приходилось женщин:
| В Европейской России | 102,1 | В Сибири       | 94,4  |
| В Привислинских губ. | 101,7 | В Средней Азии | 87,1  |
| На Кавказе           | 90,8  | В Финляндии    | 100,5 |

Вообще по всей империи на 100 мужчин приходилось 99,6 женщин.
В частности из 51 губерний Европейской России, в восемнадцати (С.-Петербургской, Таврической, Бессарабской, Херсонской, Гродненской, Астраханской, Оренбургской, Виленской, Волынской, обл. Войска Донского, Екатеринославской, Харьковской, Минской, Московской, Подольской, Витебской, Киевской и Полтавской) мужское население преобладало над женским, в остальных же 32-х губерниях женское население преобладает над мужским. При этом заметный перевес (свыше 110 на 100 мужчин) женщины имели в семи губерниях (Тульской, Вятской, Владимирской, Тверской, Костромской, Калужской и Ярославской).
В 9 Привислинских губерниях соотношение полов довольно одинаково, мужское население преобладало в пяти губерниях. То же самое и в 8 Финляндских губерниях, где выделялась лишь Нюландская губерния, в которой на 100 мужчин приходилось 104,4 женщины.
На Кавказе повсюду преобладали мужчины, в особенности в Закавказье, только в Ставропольской губернии и Кубанской области числа женщин и мужчин довольно близки.
Так же повсюду преобладали мужчины и в областях Средней Азии, причём наибольшее преобладание в Самаркандской области (на 100 мужчин — 82,4 женщины) и наименьшее в Уральской области (92,0).
Из губерний Сибири только в Тобольской преобладали женщины (100,6), наибольшее преобладание мужчин в Приморской области, в которой на 100 мужчин приходилось 64,9 женщин и в Сахалинской, где мужское население было вдвое больше женского.
Половой состав городского населения, по отдельным районам империи, выражался так:
| Район                  | Женщин на 100 мужчин |
| ---------------------- | -------------------- |
| Европейская Россия     | 94,8                 |
| Привислинские губернии | 97,5                 |
| Кавказ                 | 79,6                 |
| Сибирь                 | 81,0                 |
| Средняя Азия           | 85,0                 |
| Финляндия              | 110,2                |
| Всего по империи       | 92,0                 |

## Национальный состав

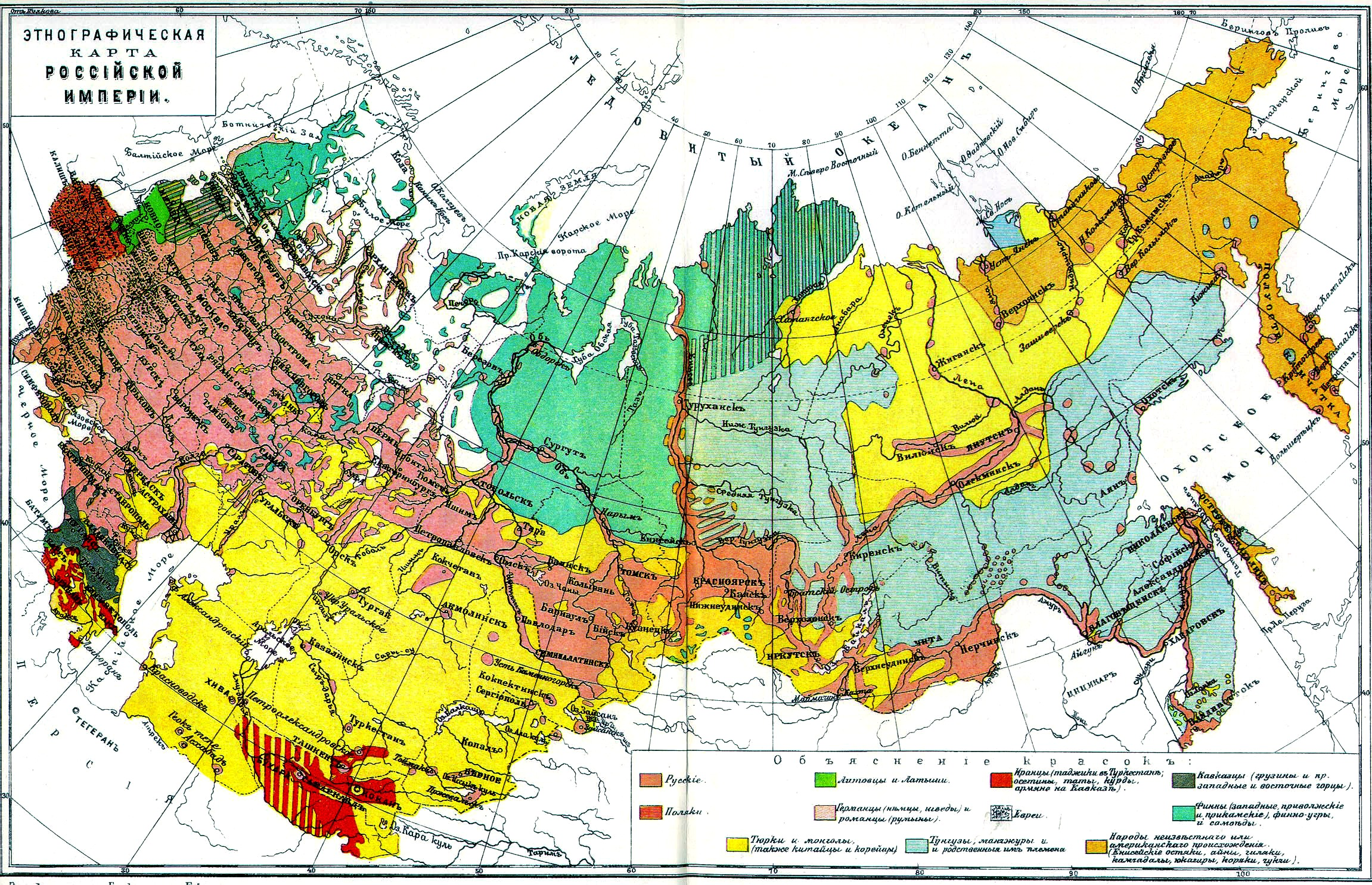
Этнографическая карта Российской империи. ЭСБЕ

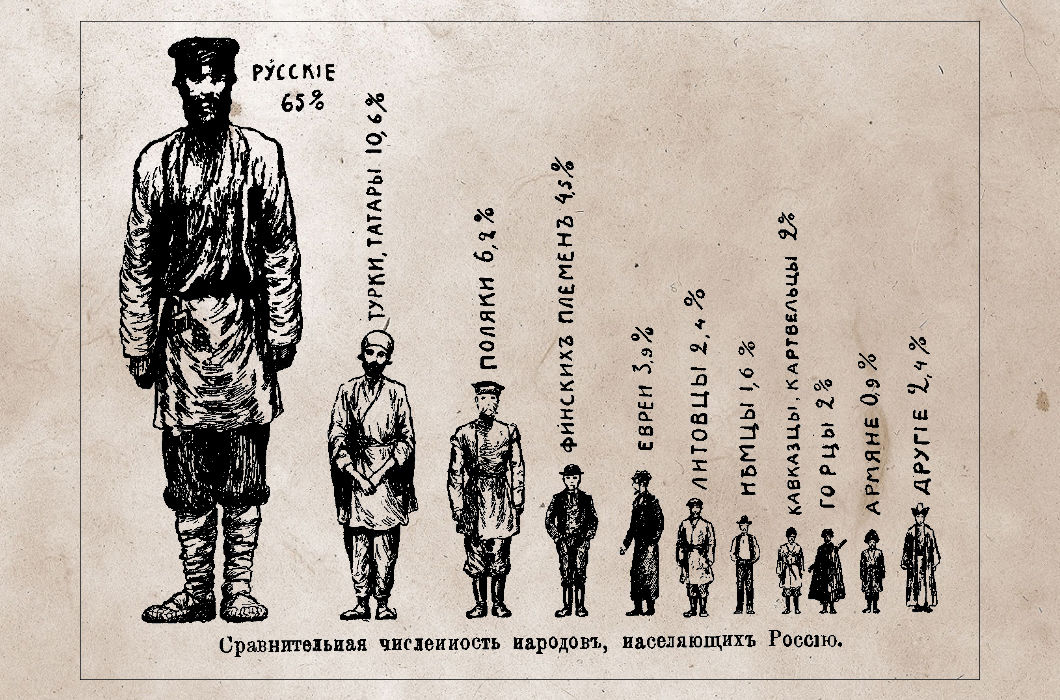
Национальный состав Российской империи. Из книги Н. А. Рубакина «Россия в цифрах». 1912 год

В Российской империи к 1917 году проживало свыше 100 народов, не считая небольших этнических групп.
По данным переписи 1897 года великороссы составляли 44,35 % населения (55,667 млн чел.), малороссы — 17,81 % населения (22,381 млн чел.), белорусы — 4,69 % (5,886 млн чел.). Все они официально считались русскими, численность которых, таким образом, составляла 83,934 млн чел. или 66,81 %. Вместе славяне (восточнославянские народы, а также поляки, болгары и другие) составляли порядка 75 % населения империи. Значительной национальной группой были евреи — 5,2 млн чел (4,1 %).

Результаты переписи населения Российской империи 1897 года по языку

Хотя официальным, равно как и самым распространённым, родным языком в империи был русский, его распространение и владение им были далеко не такими универсальными, как сейчас, в эпоху массового образования и средств массовой коммуникации. Даже немцы, значительная часть которых проживала среди русских в Поволжье, продолжали говорить на родном языке и слабо владели русским. Ассимиляция шла, но за пределами городов достаточно медленно, и затронула преимущественно финно-угорские народы.

## Вероисповедания
| Вероисповедный состав населения Российской Империи в % по данным Всеобщей переписи 1897 г. и Финляндского ежегодника | Вероисповедный состав населения Российской Империи в % по данным Всеобщей переписи 1897 г. и Финляндского ежегодника | Вероисповедный состав населения Российской Империи в % по данным Всеобщей переписи 1897 г. и Финляндского ежегодника | Вероисповедный состав населения Российской Империи в % по данным Всеобщей переписи 1897 г. и Финляндского ежегодника | Вероисповедный состав населения Российской Империи в % по данным Всеобщей переписи 1897 г. и Финляндского ежегодника | Вероисповедный состав населения Российской Империи в % по данным Всеобщей переписи 1897 г. и Финляндского ежегодника | Вероисповедный состав населения Российской Империи в % по данным Всеобщей переписи 1897 г. и Финляндского ежегодника | Вероисповедный состав населения Российской Империи в % по данным Всеобщей переписи 1897 г. и Финляндского ежегодника | Вероисповедный состав населения Российской Империи в % по данным Всеобщей переписи 1897 г. и Финляндского ежегодника |
| Район | Православные с единоверцами и старообрядцами                                                                         | Мусульмане | Католики | Протестанты | Иудеи | Прочие христиане | Буддисты | Прочие |
| --- | --- | --- | --- | --- | --- | --- | --- | --- |
| Европейская Россия                                                                                                   | 83,58 | 3,82 | 4,65 | 3,30 | 4,07 | 0,24 | 0,18 | 0,16 |
| Привислинские губернии                                                                                               | 7,16 | 0,05 | 74,32 | 4,46 | 14,01 | — | — | — |
| Кавказ | 50,94 | 34,54 | 0,47 | 0,61 | 0,63 | 12,49 | — | 0,32 |
| Сибирь | 89,97 | 2,20 | 0,60 | 0,28 | 0,60 | 0,01 | 4,30 | 2,04 |
| Средняя Азия | 9,18 | 90,29 | 0,17 | 0,12 | 0,16 | 0,06 | — | 0,02 |
| Финляндия | 1,90 | — | — | 98,00 | — | 0,10 | — | — |
| Всего по империи | 69,90 | 10,83 | 8,91 | 4,85 | 4,05 | 0,96 | 0,30 | 0,20 |
| | | | | | | | | |

Главных религиозных верований в Российской империи было шесть: православное, к которому принадлежали русские, румыны, большая часть картвельцев и небольшая турко-татар и финнов; мусульманское — почти вся масса турко-татар и горцы Кавказа; католическое — поляки и большая часть литовцев; протестантское — финны, германцы и часть литовцев; иудейское — евреи и армяно-григорианское — армяне.
Средоточием православного населения являлась область между Финляндией, Чудским озером и Днепром на западе и Уральским хребтом и линией реки Уфы, Белой, Камы и Волги — на востоке. В 14 из 33 губерний, находившихся здесь, православные составляли 99 %, и только в 5 губерниях их насчитывалось менее 90 %: в Саратовской 88,85 %, в Санкт-Петербургской 83,05 %, Подольской 78,79 %, Таврической 74,68 % и Казанской 70,43 %. По переписи 1897 года в Забайкальской области православных было 443 009 человек, в том числе в городах 36485 человек; старообрядцев 36623, в том числе в городах 329; католиков 1869, из них в городах 472 человека; 669 протестантов, из них 112 в городах.
На нижней Волге к православным прибавлялись мусульмане, которые затем сплошь населяли среднеазиатские степи и Туркестан. На востоке сплошное православное население непосредственно продолжалось в Азии. В Вятской губернии православные составляли 95,31 %, в Пермской 94,16 %, в Тобольской 94,04 %, в Томской 95,58 %. Эти две губернии Западной Сибири являлись центром наиболее густого православного населения Азии; при этом хотя к востоку процент православных несколько падал (в Средней Сибири 86,77 %, в Восточной Сибири 83,16 %), но всё же он всюду весьма высок, и только в окраинной Приморской области опускался до 62,24 %, к югу же от Тобольской и Томской губерний процент православных быстро падал и начиналось почти сплошное мусульманское население.
Следующую группу по численности после православных составляли мусульмане (магометане) — 10,83 % всего населения государства. Местом главного сосредоточения мусульман служил Туркестан, в областях которого их число не опускалось ниже 96 %, затем среднеазиатские степи, из областей которых большинство имело не менее 80 % мусульман. Затем весьма велико преобладание мусульман на Востоке Кавказа, где в Дагестанской области они составляли 94,69 %, в Бакинской 82,05 % и Елизаветпольской 62,96 %. От этих мест наибольшего сосредоточения последователей ислама процент их во все стороны падал, при этом они повсюду смешивались с православными, а в Закавказье — с армяно-григорианами.
За мусульманами по численности следовали католики, составлявшие 8,91 % всего населения страны. Католики сосредоточены были, главным образом, в Привислинском крае, в особенности в губерниях левого берега Вислы, и в Северо-Западном крае, возле границы. Так, в 8 из 10 Привислинских губерний католики составляли свыше 70 %, и только в Люблинской и Седлецкой — менее двух третей (62,42 % и 60,50 %).
Вообще доля католиков вне западно-пограничной полосы (кроме Витебской губернии) совершенно ничтожна — менее 1,5 %; только в 5 губерниях она поднималась несколько выше: в Приморской 2,20 %, Таврической 2 %, Самарской 2,08 %, Лифляндской 2,27 % и Санкт-Петербургской 3,02 %.
За католиками по численности следовали протестанты, составлявшие 4,85 % всего населения страны. Местом сосредоточения протестантов служили 8 Финляндских (не менее 90 %) и 3 прибалтийских губернии (90 %, 80 % и 76 %). Вне этих губерний протестанты были разбросаны повсюду в России, составляя более значительный процент в Санкт-Петербургской губернии (12,59 %), в Привислинском крае, в особенности в пограничных губерниях на юго-западе, юге и юго-востоке.
За протестантами по численности следовали иудеи, составлявшие 4,05 % всего населения государства. Иудеи жили, главным образом, к западу от Двины и Днепра и в Витебской губернии. Здесь, в 6 из 22 губерний они составляли более 15 %, в 13 губерниях — свыше 10 % и в 3 губерниях — свыше 7 %. Вне этой территории число иудеев было невелико, и только в Черниговской, Екатеринославской, Таврической и Полтавской губерниях оно поднималось от 4 до 5 %.
За иудеями по численности следуют «остальные христиане», почти исключительно армяно-григориане, составлявшие 0,96 % всего населения государства. Армяно-григориане сосредотачивались, главным образом, в Закавказье, где в Эриванской губернии составляли 53 %, в Елизаветпольской 34,05 %, Карсской 25,10 % и Тифлисской 21,83 %. Вне этих губерний их процент был более значителен в Черноморской (10,85 %) и Бакинской (6,16 %). В других же он совершенно низок.
Нехристиане (буддисты, ламаисты, язычники и др.) составляли 0,5 % всего населения империи и сосредотачивались, главным образом в: Приморской области (32,95 %), Забайкальской области (26,56 %) — 165659 буддистов (бурят), Астраханской губернии (13,72 %), Иркутской губернии (12,38 %), Амурской области (10,12 %), Уфимской губернии (4,46 %), Эриванской губернии (1,34 %), Томской губернии (1,34 %), Донской области (1,26 %), Ставропольской губернии (1,17 %) и Карсской области (1,17 %).

## Возрастной состав
| Населения России (без Финляндии) по десятилетним возрастным группам в %, по данным Всеобщей Переписи 1897 г. | Населения России (без Финляндии) по десятилетним возрастным группам в %, по данным Всеобщей Переписи 1897 г. | Населения России (без Финляндии) по десятилетним возрастным группам в %, по данным Всеобщей Переписи 1897 г. | Населения России (без Финляндии) по десятилетним возрастным группам в %, по данным Всеобщей Переписи 1897 г. | Населения России (без Финляндии) по десятилетним возрастным группам в %, по данным Всеобщей Переписи 1897 г. | Населения России (без Финляндии) по десятилетним возрастным группам в %, по данным Всеобщей Переписи 1897 г. | Населения России (без Финляндии) по десятилетним возрастным группам в %, по данным Всеобщей Переписи 1897 г. | Населения России (без Финляндии) по десятилетним возрастным группам в %, по данным Всеобщей Переписи 1897 г. | Населения России (без Финляндии) по десятилетним возрастным группам в %, по данным Всеобщей Переписи 1897 г. |
| Район | 0—9 л. | 10—19 л. | 20—29 л. | 30—39 л. | 40—49 л. | 50—59 л. | 60—69 л. | Св. 70 л. и неизвест.                                                                                        |
| --- | --- | --- | --- | --- | --- | --- | --- | --- |
| Европейская Россия                                                                                           | 27,3 | 21,4 | 15,8 | 12,4 | 9,4 | 6,7 | 4,4 | 2,6 |
| Привислинские губ.                                                                                           | 28,2 | 21,0 | 17,4 | 12,9 | 7,8 | 6,5 | 3,9 | 2,3 |
| Кавказ | 30,4 | 20,1 | 16,9 | 12,8 | 8,5 | 5,5 | 3,5 | 2,3 |
| Сибирь | 26,0 | 20,1 | 15,9 | 12,8 | 10,2 | 7,2 | 4,7 | 3,1 |
| Средняя Азия                                                                                                 | 24,2 | 19,3 | 18,7 | 14,0 | 10,5 | 6,8 | 4,2 | 2,3 |
| Всего по империи (без Финляндии)                                                                             | 27,3 | 21,1 | 16,2 | 12,6 | 9,3 | 6,6 | 4,3 | 2,6 |

Если соединить средние четыре группы (от 20 до 70 лет) в одну группу работоспособного населения, то в порядке наилучшего возрастного состава населения, то есть по наибольшей величине работоспособной группы, отдельные части России расположатся так:
| в Средней Азии       | 50,0 % |
| в Сибири             | 46,1 % |
| в Европейской России | 44,3 % |
| в Привислинском крае | 44,1 % |
| на Кавказе           | 43,7 % |

Из отдельных губерний по величине работоспособной группы наилучшие данные (свыше 48 % всего населения) представляли: Приморская 63,3 %, С.-Петербургская 56,9 %, Черноморская 55,8 %, Ферганская 53,2 %, Московская 53,0 %, Закаспийская 51,2 %, Лифляндская 50,5 %, Сыр-Дарьинская 49,9 %, Эстляндская 49,5 %, Амурская 49,3 %, Семиреченская 48,8 %, Курляндская 48,4 %, Иркутская и Семипалатинская 48,2 %, — то есть губернии столичные, переселенческие, средне-азиатские, сибирские и прибалтийские.
Обратно, наихудшие данные представляли губернии Юго-западные, Днепровско-Донские, Озёрные, Привислинские и Кавказские. Так, менее 43 % населения в работоспособной группе имели: Могилёвская 39,7 %, Полтавская 41,3 %, Уфимская 41,5 %, Калишская 41,8 %, Минская 41,9 %, Кутаисская 41,9 %, Черниговская 42,8 %, Смоленская 42,4 %, Псковская 42,7 %, Тверская 42,7 %, Таврическая 42,8 %, Келецкая 42,8 %, Курская 42,8 %, Кубанская 42,9 %, Екатеринославская 42,9 %.
Эти же губернии стоят преимущественно во главе имеющих наибольшую группу детей и юношей (в возрасте до 19 лет). Так, свыше 51 % их в населении имеют: Могилёвская 53,9 %, Полтавская 52,7 %, Елисаветпольская 52,3 %, Ставропольская 52,0 %, Таврическая 51,9 %, Минская 51,8 %, Эриванская 51,7 %, Уфимская 51,7 %, Екатеринославская 51,3 %, Кубанская 51,6 %, Киевская 51,4 %, Волынская 51,4 %, Калишская 51,3 %, Келецкая 51,3 %, Черниговская 51,2 %. Во главе имеющих наименьшую группу юношей и детей стоят те же губернии, которые имеют наибольшую работоспособную группу. Менее 45 % населения составляют юноши и дети в губерниях: С.-Петербургской 36,8 %, Московской 39,7 %, Лифляндской 39,7 %, Ферганской 39,9 %, Курляндской 40,3 %, Эстляндской 40,8 %, Черноморской 41,0 %, Якутской 41,3 %, Самаркандской 41,5 %, Приморской 43,2 %, Закаспийской 43,5 %, Сыр-Дарьинской 43,7 %, Ярославской 43,7 %, Семипалатинской 43,9 %, Иркутской 44,4 %, Енисейской 44,8 %, Семиреченской 44,8 %.
Наибольшей продолжительностью жизни отличаются губернии, имеющие в составе своего населения более 9 % стариков (60 и более лет): Курляндская 11,3 %, Якутская 11,0 %, Ярославская 10,4 %, Лифляндская 9,8 %, Эстляндская 9,7 %, Тобольская 9,2 %, Новгородская 9,0 %. А наименьшей (менее 5 % стариков): Черноморская 3,2 %, Приморская 3,5 %, Амурская 4,6 %, Самаркандская 4,6 %, Бакинская 4,7 %, Эриванская 4,8 %.

## Естественный прирост
На рубеже XIX-XX веков Российская империя занимала первое место в Европе по темпам прироста населения. По уровню рождаемости Россия превосходила европейские страны в 1,5—2 раза, однако уровень смертности был, по европейским стандартам, очень высоким. Особенно высокой была детская смертность: в возрасте до 1 года умирало до 25 % всех родившихся (в Германии — 17,6 %, во Франции — 12,1 %, в Англии — 11,6 %, в Швеции — 7,6 %).
В 1906 году Дмитрий Менделеев в брошюре «К познанию России» пришел к выводу, что если стране удастся сохранить существующий годовой прирост населения 1,5 %, то через 46 лет число жителей Российской империи удвоится, а к 2052 году достигнет 1,282 млрд человек. Однако взрывной рост населения Российской империи соответствовал второй фазе демографического перехода, когда смертность уже снизилась, а рождаемость еще высока. Положительный эффект от второй фазы демографического перехода в России был частично «съеден» войнами и социальными катастрофами в первой половине XX века, а во второй половине XX века рождаемость значительно уменьшилась, как и в других странах с индустриальной экономикой.

## Сословия
Подданные Российской империи делились на несколько сословий («состояний»), из которых 5 основных: дворянство, духовенство, купечество, мещанство и крестьянство. Местное население Средней Азии, Сибири и ряда другие районов выделялось в самостоятельное «состояние» — инородцы. Также особым сословием считалось казачество.
| Состав населения России (без Финляндии) по сословиям на 1000 человек, по данным Всеобщей Переписи 1897 г. | Состав населения России (без Финляндии) по сословиям на 1000 человек, по данным Всеобщей Переписи 1897 г. | Состав населения России (без Финляндии) по сословиям на 1000 человек, по данным Всеобщей Переписи 1897 г. | Состав населения России (без Финляндии) по сословиям на 1000 человек, по данным Всеобщей Переписи 1897 г. | Состав населения России (без Финляндии) по сословиям на 1000 человек, по данным Всеобщей Переписи 1897 г. | Состав населения России (без Финляндии) по сословиям на 1000 человек, по данным Всеобщей Переписи 1897 г. | Состав населения России (без Финляндии) по сословиям на 1000 человек, по данным Всеобщей Переписи 1897 г. | Состав населения России (без Финляндии) по сословиям на 1000 человек, по данным Всеобщей Переписи 1897 г. | Состав населения России (без Финляндии) по сословиям на 1000 человек, по данным Всеобщей Переписи 1897 г. |
| Район | Дворяне и чиновники                                                                                       | Духовен- ство                                                                                             | Почётные граждане и купцы                                                                                 | Мещане | Крестьяне                                                                                                 | Казаки | Инородцы                                                                                                  | Прочие |
| --- | --- | --- | --- | --- | --- | --- | --- | --- |
| Европейская Россия                                                                                        | 15 | 5 | 6 | 106 | 841 | 16 | 5 | 6 |
| Привислинские губ.                                                                                        | 19 | 1 | 1 | 235 | 730 | 1 | — | 13 |
| Кавказ | 24 | 6 | 4 | 81 | 748 | 104 | 15 | 18 |
| Сибирь | 8 | 3 | 3 | 56 | 709 | 45 | 146 | 30 |
| Средняя Азия                                                                                              | 4 | — | 1 | 20 | 50 | 33 | 889 | 3 |
| Всего по империи (без Финляндии)                                                                          | 15 | 5 | 5 | 107 | 771 | 23 | 66 | 8 |

Инородцы обитали, главным образом, в Средней Азии (889 на 1000) и Восточной Сибири, встречаясь в Европейской России лишь в губерниях Астраханской (393 на 1000) и Архангельской (17 на 1000), и на Кавказе в областях Терской (103 на 1000) и Ставропольской (48 на 1000).
Казаки проживали исключительно в казачьих областях, составляя на 1000 человек в Донской области 400, Оренбургской 228, Кубанской 410, Терской 179, Астраханской 18, Амурской 179, Забайкальской 29,1, Приморской 62, Акмолинской 109, Семипалатинской 42, Семиреченской 30 и Уральской 177 человек.
По присоединении инородцев и казаков к крестьянам, получится общая группа сельских обитателей, составлявшей в общем для всей России 86 %.
Из отдельных же частей государства группа эта составляла:
| в Средней Азии | 97,2 % | в Европейской России | 86,2 % |
| в Сибири       | 90,0 % | в Привислинском крае | 73,1 % |
| на Кавказе     | 86,7 % |                      |        |

Второе по величине сословие составляли мещане (107 на 1000). Если к ним прибавить почётных граждан и купцов (5 на 1000), то в общем составится группа преимущественно горожан, составлявшая, на 1000 жителей:
| в Привислинском крае | 236 | в Средней Азии | 21 |
| в Европейской России | 112 | в Сибири       | 59 |
| на Кавказе           | 85  |                |    |

Третью по численности сословную группу составляли дворяне. Уже к середине XIX в. 60 % дворян не имели крестьян и свыше 40 % сами занимались сельскохозяйственной деятельностью.
На характерные для капитализма классы к началу XX века приходилось лишь около трети (37,4 %) населения России, в том числе буржуазия города и деревни — 1,5 %, зажиточные мелкие хозяева — 18,4 %, пролетарии — 17,5 % (всего 5 млн человек, причем 3 млн. (60 %) являлись рабочими в первом поколении.
Политическая власть постепенно переходила к бюрократии (вместе с армией составлявшей 1,7 % населения), а идеологическая — к интеллигенции (вместе с духовенством — 1,3 % населения).
По данным Всероссийской переписи населения 1897 г., в стране имелось 170 тыс. педагогов, 1 тыс. библиотекарей, более 5 тыс. книготорговцев, около 18 тыс. художников и артистов, 3 тыс. учёных и литераторов. Лиц духовного звания насчитывалось более 250 тыс..

## Грамотность населения
Грамотность населения Российской империи была низкой по сравнению с другими европейскими странами. По данным переписи 1897 г. всего по империи (без Финляндии) неграмотных было 78 % населения. В формулярах переписи 1897 года в графе грамотность стоял вопрос: «Умеет ли читать?». Таким образом, под грамотностью во время переписи 1897 года подразумевалось только умение читать.
| Грамотность населения Российской империи (без Финляндии) по данным Всеобщей Переписи 1897 г. | Грамотность населения Российской империи (без Финляндии) по данным Всеобщей Переписи 1897 г. | Грамотность населения Российской империи (без Финляндии) по данным Всеобщей Переписи 1897 г. | Грамотность населения Российской империи (без Финляндии) по данным Всеобщей Переписи 1897 г. | Грамотность населения Российской империи (без Финляндии) по данным Всеобщей Переписи 1897 г. | Грамотность населения Российской империи (без Финляндии) по данным Всеобщей Переписи 1897 г. | Грамотность населения Российской империи (без Финляндии) по данным Всеобщей Переписи 1897 г. |
| Район                                                                                        | Грамотных на 1000 чел.                                                                       | Грамотных на 1000 чел.                                                                       | Грамотных на 1000 чел.                                                                       | Грамотных мужчин на 10 грамотных женщин                                                      | % грамотных в населении, не считая детей до 9 лет                                            | % грамотных мужчин, не считая детей до 9 лет                                                 |
| Район                                                                                        | Муж.                                                                                         | Жен.                                                                                         | Обоего пола                                                                                  | Грамотных мужчин на 10 грамотных женщин                                                      | % грамотных в населении, не считая детей до 9 лет                                            | % грамотных мужчин, не считая детей до 9 лет                                                 |
| -------------------------------------------------------------------------------------------- | -------------------------------------------------------------------------------------------- | -------------------------------------------------------------------------------------------- | -------------------------------------------------------------------------------------------- | -------------------------------------------------------------------------------------------- | -------------------------------------------------------------------------------------------- | -------------------------------------------------------------------------------------------- |
| Европейская Россия                                                                           | 326                                                                                          | 137                                                                                          | 229                                                                                          | 24                                                                                           | 30                                                                                           | 43                                                                                           |
| Привислинские губ.                                                                           | 342                                                                                          | 268                                                                                          | 305                                                                                          | 13                                                                                           | 41                                                                                           | 46                                                                                           |
| Кавказ                                                                                       | 182                                                                                          | 60                                                                                           | 124                                                                                          | 26                                                                                           | 17                                                                                           | 26                                                                                           |
| Сибирь                                                                                       | 192                                                                                          | 51                                                                                           | 123                                                                                          | 38                                                                                           | 16                                                                                           | 25                                                                                           |
| Средняя Азия                                                                                 | 79                                                                                           | 22                                                                                           | 53                                                                                           | 36                                                                                           | 6                                                                                            | 10                                                                                           |
| Всего по империи (без Финляндии)                                                             | 293                                                                                          | 131                                                                                          | 211                                                                                          | 22                                                                                           | 27                                                                                           | 39                                                                                           |

### Численность учащихся
С 1894-го по 1914 год расходы бюджета на образование выросли в 7 раз. Рост расходов на образование втрое превышал рост расходов на оборону.
В годы Второй промышленной революции в России ежегодно открывалось 10 тысяч школ. К 1 января 1912 года всех учебных заведений в Российской империи (с 8 Финляндскими губерниями) насчитывалось 125 723, в которых обучалось 8 263 999 учащихся.
Проведенная 18 января 1911 г. школьная перепись выявила положение школьного дела в России. «В день переписи в школах присутствовало 6180510 человек учащихся, что по сравнению с общим числом населения составляет 3,85 %. А так как количество детей школьного возраста (от 8 до 12 лет) определяют около 9 % всего населения, то оказывается, что лишь около 43 % всех детей посещало в 1911 г. начальную школу (с. 187).»
При этом начальное обучение было бесплатным, с 1908 года оно стало обязательным. Эту систему всеобуча впоследствии переняли большевики, приписав её себе.
На 1000 человек населения приходилось учащихся:
| по всей Империи      | 49,9 | в Финляндии    | 71,9 |
| в Европейской России | 54,6 | в Закавказье   | 29,8 |
| в Предкавказье       | 41,9 | в Сибири       | 36,8 |
| в Привислинском крае | 44,9 | в Средней Азии | 21,9 |

Из общего числа 8 030 088 учащихся, распределённых по категориям (не распределено 233 911), обучались в низших школах 6 697 385 (83,4 %), в общеобразовательных средних учебных заведениях 467 558 (5,8 %), в специальных средних и низших школах 251 732 (3,1 %), в высших учебных заведениях 68 671 (0,9 %). Остальные 544 742 учащихся (6,8 %) обучались в частных учебных заведениях всех 3-х разрядов, в училищах при церквах иностранных исповеданий, в училищах для слепых и глухонемых и в различных нехристианских школах религиозного характера.
Всего к концу 1914 года охват школой детей в возрасте от 8 до 11 лет составлял по империи 30,1 % (в городах — 46,6 %, в сельской местности—28,3 %).
Высшее образование в Российской Империи было самым дешевым в мире. Плата за обучение в вузе составляла от 50 до 150 рублей (25-75 долларов в золотом эквиваленте) в год, неимущие от неё освобождались. В то же время в США и Англии плата за вуз составляла от 750 до 1250 долларов в год.

## Занятость населения
| Состав населения Российской империи (без Финляндии) по занятиям на 1000 человек, по данным Всеобщей Переписи 1897 г. | Состав населения Российской империи (без Финляндии) по занятиям на 1000 человек, по данным Всеобщей Переписи 1897 г. | Состав населения Российской империи (без Финляндии) по занятиям на 1000 человек, по данным Всеобщей Переписи 1897 г. | Состав населения Российской империи (без Финляндии) по занятиям на 1000 человек, по данным Всеобщей Переписи 1897 г. | Состав населения Российской империи (без Финляндии) по занятиям на 1000 человек, по данным Всеобщей Переписи 1897 г. | Состав населения Российской империи (без Финляндии) по занятиям на 1000 человек, по данным Всеобщей Переписи 1897 г. | Состав населения Российской империи (без Финляндии) по занятиям на 1000 человек, по данным Всеобщей Переписи 1897 г. | Состав населения Российской империи (без Финляндии) по занятиям на 1000 человек, по данным Всеобщей Переписи 1897 г. | Состав населения Российской империи (без Финляндии) по занятиям на 1000 человек, по данным Всеобщей Переписи 1897 г. | Состав населения Российской империи (без Финляндии) по занятиям на 1000 человек, по данным Всеобщей Переписи 1897 г. | Состав населения Российской империи (без Финляндии) по занятиям на 1000 человек, по данным Всеобщей Переписи 1897 г. |
| Район | Админис- трация, суд и полиция, сословная и обществ. служба                                                          | Вооруж. силы | Богослуж-е и служба при богослужеб. зданиях                                                                          | Частная деятельн. Прислуга и поденщики                                                                               | Личные средства. Содерж. от казны, общ. и частных лиц                                                                | Сельское хозяйство, лесоводство, рыболовство и охота                                                                 | Обрабат. промыш., горный промысел и ремёсла                                                                          | Транспорт | Торговля | Прочие занятия |
| --- | --- | --- | --- | --- | --- | --- | --- | --- | --- | --- |
| Европейская Россия                                                                                                   | 14 | 8 | 7 | 42 | 19 | 749 | 97 | 17 | 37 | 10 |
| Привислинские губ.                                                                                                   | 20 | 27 | 5 | 102 | 29 | 566 | 154 | 17 | 67 | 13 |
| Кавказ | 11 | 13 | 6 | 42 | 17 | 788 | 65 | 15 | 32 | 11 |
| Сибирь | 11 | 11 | 4 | 39 | 15 | 802 | 76 | 12 | 21 | 9 |
| Средняя Азия | 7 | 8 | 4 | 31 | 5 | 828 | 64 | 9 | 34 | 9 |
| Всего по империи (без Финляндии)                                                                                     | 14 | 10 | 6 | 46 | 18 | 746 | 96 | 16 | 38 | 10 |

Основной деятельностью населения Российской империи служило сельское хозяйство, которым было занято около ¾ её жителей. Затем следует обрабатывающая промышленность, ремёсла и прочие промыслы, которыми было занято около 10 %, далее частная служба (4,6 %) и торговля (3,8 %). В общем этими четырьмя видами деятельности было занято свыше 92,5 % населения и на долю остальных приходилось не более 7,5 %.
Сельским хозяйством наибольшее число населения было занято в Средней Азии (около 83 %), в Сибири (свыше 80 %) и на Кавказе (около 79 %); наименее же в Привислинском крае — 56,6 %.
Обрабатывающая промышленность, ремёсла и горный промысел наиболее были развиты в Привислинском крае (15,4 %) и Европейской России (около 10 %), наименее на Кавказе и Средней Азии. То же относится к частной деятельности — в Привислинском крае 10,2 %, а в Средней Азии 3,1 %, и торговле — в Привислинском крае 6,7 %, а в Сибири 2,1 %.